# 茨城県立日立第二高等学校
茨城県立日立第二高等学校（いばらきけんりつひたちだいにこうとうがっこう）は、茨城県日立市鹿島町に所在する県立高等学校。

## 概要
茨城県立の公立校であり、通称は日立二高。日立市・高萩市・北茨城市では一部二高と更に略す呼び方もある。
男女共学校であるが男子の入学は極めて少ないのも特徴である。
制服はセーラー服。

## 課程
- 全日制課程
  - 普通科
  - 英語科

## 沿革
- 1927年（昭和2年）2月 - 私立東海女学校として開校
- 1928年（昭和3年）2月 - 私立東海高等女学校となる
- 1934年（昭和9年）9月 - 日立助川組合立東海高等女学校となる
- 1936年（昭和11年）4月 - 茨城県立助川高等女学校に改称
- 1939年（昭和14年）9月 - 茨城県立日立高等女学校に改称
- 1948年（昭和23年）4月 - 現在の茨城県立日立第二高等学校に改称
- 1981年（昭和56年）4月 - 定時制募集停止
- 1993年（平成5年）4月 - 国際科開設
- 1995年（平成7年）4月 - 家政科募集停止
- 2003年（平成15年）4月 - 新校舎完成
- 2007年（平成19年）4月 - 国際科を英語科に改編

## 部活動
- 運動部
  - 剣道、サッカー、ソフトボール、ソフトテニス、ソフトボール、卓球、テニス、バスケットボール、バドミントン、ハンドボール、陸上競技、弓道、山岳

バレーボール-春高バレーでは常に県大会ベスト4に入る強豪で、第73回春の高校バレー出場
- 文化部
  - 演劇、軽音楽、茶道、書道、吹奏楽、美術、文芸、放送、JRC同好会

## 著名な出身者
- 中村英子 - 元女優
- 薄井しお里 - グラビアアイドル、元東北放送アナウンサー